# Ромэн
«Ромэ́н» — московский музыкально-драматический театр, основанный в 1931 году Иваном и Георгием Лебедевыми. Режиссёром-постановщиком первой работы театра был Моисей Гольдблат. Театр располагается в здании отеля «Советский», имеет статус Государственного бюджетного учреждения культуры (ГБУК). В его репертуар входят постановки на известные литературные произведения. Авторами сценариев зачастую являются сами актёры.

## История

### Предыстория
В XVIII и XIX веках в Москве и в Санкт-Петербурге выступали хоры русских цыган. Дирижёром первого такого объединения был Иван Соколов, одной из певиц — Степанида Степанова, известная как цыганка Стеша. Артисты исполняли цыганские и русские народные песни в собственной обработке. В конце XIX века руководителем хора Николаем Шишкиным была создана театральная труппа. Она появилась на сцене в оперетте «Цыганские песни в лицах» в 1886 году, вместе с основной труппой театра «Аркадия». Спектакль оставался в репертуаре несколько лет. 13 апреля 1887 года в Малом театре впервые была поставлена оперетта Иоганна Штрауса «Цыганский барон» с участием труппы Шишкина. В следующем году состоялась премьера на цыганском языке «Дети лесов» в трёх действиях. Представление было организованно только силами коллектива и оставалось на сцене в течение 18 лет. В 1892 году Николай Шишкин поставил новую оперетту «Цыганская жизнь». В 1920-е годы по СССР гастролировали цыганские ансамбли песни и пляски.

### Создание театра
После Октябрьской революции в 1926 году в России вышел первый декрет об оседлости, несмотря на это, к 1930-му 90 % цыган оставались кочевниками. Некоторые из них начинали участвовать в общественной и культурной жизни с первых послереволюционных лет: в 1918 году в Красной Армии появились цыганские ансамбли. В период проведения новой экономической политики возникла «цыганщина», которая не имела отношения к реальной культуре народа и проявлялась в некачественном подражании цыганским мелодиям и манере их исполнения. В январе 1923 года в цыганском хоре под управлением дирижёра Егора Полякова появилась комсомольская ячейка. В ней состояли пять человек: Дмитрий Михайлов, Георгий Лебедев, Сергей Поляков, Иван Ром-Лебедев, Константин Леонтьев. Они организовали красный уголок в районе Петровского парка. Активисты вели пропаганду о необходимости перехода на оседлый образ жизни, а также стояли у истоков появления цыганского театра. Официально идея о его создании была опубликована в 1930 году в цыганском журнале «Новый путь». Сформулировали её Георгий и Иван Лебедевы, затем поделились с Моисеем Гольдблатом. В октябре 1930 года группа обратилась с предложением о создании профессионального театра цыган к первому наркому просвещения Анатолию Луначарскому. Он поддержал идею и пообещал оказать необходимую помощь. 4 ноября 1930 года на заседании актива по национальному искусству при Наркомпросе РСФСР было принято постановление о создании в Москве «музыкально-драматического индо-ромского театра-студии». По этому поводу в Большом театре был проведён концерт. 25 декабря того же года начались приёмные экзамены в студию цыганского театра в помещении Театра сатиры. Приёмная комиссия выбирала молодёжь, которая исполняла номера без «налёта эстрадности, штампов и мелодраматического надрыва». В итоге в труппу было принято более 20 человек.
24 января 1931 года в помещении Центриздата на улице 25 Октября состоялось открытие «Индо-ромэнского театра-студии» при Главискусстве Наркомпроса РСФСР. Также была создана специальная совпартшкола для обучения актёров грамоте, актёрскому мастерству, вокалу и игре на музыкальных инструментах. Необходимо было нарабатывать собственный репертуар. Также требовалось поднять дисциплину и отказаться от привычек, приобретённых актёрами во время жизни в таборах. В мае 1931 года было показано первое представление в двух частях: первая часть «Вчера и сегодня» звучала в переводе на цыганском языке, вторая представляла собой инсценированные песни и пляски под общим названием «Этнографический показ». Представление напоминало выступления агитбригад: были показаны концертные номера и проведено политобозрение современных проблем быта цыган, их прошлого и будущего. Актёры призывали зрителей к трудовой оседлой жизни. Представление получило в прессе положительные отзывы. Режиссёром-постановщиком спектакля был Моисей Гольдблат, художником — Александр Тышлер, композитором — Семён Бугачевский, который заложил основу музыкальной культуры театра и в течение 37 лет руководил его музыкальной частью.

### Развитие и гастроли
«Начались приёмные экзамены. Проверялись слух, ритм, голос. Каждого из желающих поступить в студию просили исполнить песню, танец. Но когда один запевал, то, как это водится у цыган, ему начинал подтягивать второй, третий, четвёртый — и вот уже звучит настоящая таборная песня, которую поют всё. Так на глазах изумлённых экзаменаторов рождался импровизированный хор. Песня затем как-то само собой выливалась в танец, в котором участвовали тоже почти всё. Члены комиссии сами не ожидали, что такую форму приобретёт экзамен, зачарованные, слушали и смотрели неожиданно представившееся их взору и слуху действо. Как свежо, искренне, просто и задушевно зазвучала цыганская песня в сравнении с тем, что можно было услышать с эстрады, в кабаках и других городских увеселительных заведениях. Сколько темперамента, лихости и настроения было в их песнях и танцах!»
— О приёмных экзаменах
6 декабря 1931 года «Ромэн» получил статус профессионального театра. 16 декабря — этот день ромэновцы и считают днем рождения своего театра — был показан трёхактный музыкально-драматический спектакль по пьесе цыганского писателя Александра Германо «Жизнь на колёсах» о сложном переходе цыган к оседлой жизни. После премьеры студию переименовали в Цыганский театр «Ромэн», первым директором которого стал Георгий Лебедев, а художественным руководителем — Моисей Гольдблат. Актёры часто выезжали на гастроли по стране и проводили разъяснительную работу среди цыган. Со временем театр начал выходить за рамки узконациональной тематики и говорил об общих проблемах зрителей. По этой причине в репертуаре начали появляться постановки на русском языке. Поначалу аудитории объясняли, что будет происходить на сцене, затем показывали пьесы на двух языках или оставляли отдельные реплики и песни на цыганском языке. В спектакле «Цыга́ны» по Александру Пушкину артисты говорили по-цыгански до тех пор, пока в таборе не появлялся Алеко. После этого всё говорили по-русски.
13 сентября 1937 года художественным руководителем театра был назначен Михаил Яншин, который был женат на приме Надежде Киселёвой, выступавшей под псевдонимом Ляля Чёрная. В годы его руководства «Ромэн» обрёл мхатовскую драматическую школу и начал ставить спектакли по пьесам русских и зарубежных классиков: «Грушенька» по Николаю Лескову, «Макар Чудра» Максима Горького, «Олеся» по Александру Куприну, «Кармен» по Просперу Мериме и другие. С 1940 года спектакли стали идти полностью на русском языке.
В годы моей работы в театре «Ромэн» мы стремились, чтобы это был не только театр танцев, пения и музыки, но и театр глубокого содержания, стремились соединить фольклор с большой драматургией, с классикой... стремились, чтоб в центре спектакля были актёр, его переживания, его мысль, боль, радость, а танец, песня, музыка способствовали бы раскрытию внутреннего мира человека, дополняли его, но ни в коем случае не становились самоцелью, не становились поводом для демонстрации эффектных музыкальных номеров.Михаил Яншин
В июне 1941 года театр был на гастролях в Свердловске, и с началом Великой Отечественной войны переключился на обслуживание мобилизационных пунктов, частей Красной Армии, госпиталей, прифронтовой зоны. Актёры выступали перед новобранцами. Позднее концертные группы театра выступали на фронте, в бронепоездах, на военных кораблях, в воинских эшелонах, на открытых площадках перед тысячными аудиториями и перед небольшими группами солдат в минуты затишья. В 1943 году «Ромэн» побывал на Дальнем Востоке со спектаклями для моряков Тихоокеанского флота. Во время войны театр показал около 1200 спектаклей и провёл 700 шефских концертов. На средства труппы был построен тяжёлый бомбардировщик «Ромэновец». После ухода Михаила Яншина в 1942 году театр возглавил профессор Московской консерватории имени Чайковского Пётр Саратовский.
Для нас все было удивительно, и мы удивляли. Я в Риме вызвал пристальный интерес полиции, и обычные прохожие оборачивались. Оказалось, я в те годы был похож на Аль Пачино в роли крёстного отца. Пришлось мне у гримёров «замаскироваться», чтобы прекратилось это безобразие.
С 1957-го театром руководил режиссёр Семён Баркан. Он создал молодёжную студию, привлёк новых актёров, поставил несколько спектаклей. С объединением сотрудничал режиссёр Анхель Гутьеррес, сценографией его спектаклей занимался испанский художник и скульптор Альберто Санчес. С 1963 по 1965 годы театром руководил Михаил Сидоркин, затем к руководству вернулся Семён Баркан. В 1969-м «Ромэн» переехал на Ленинградский проспект, в здание отеля «Советский»: в XIX веке на месте отеля располагался ресторан «Яръ», который был центром цыганской культуры в Москве. 26 июня 1976 года состоялась премьера спектакля «Мы — цыгане», авторами которого были Иван Ром-Лебедев и Николай Сличенко, который в 1977 году стал главным режиссёром, а затем и художественным руководителем театра. Через год при Московском музыкальном училище Гнесиных была создана цыганская студия.
Театр гастролировал по Японии, Франции, Австрии, Турции, Индии, Югославии и другим странам.

Нас звали во многие страны, но так случилось, что первыми зарубежными гастролями стала Япония. Это было начало 80-х годов, когда за границу выпускали только самых благонадёжных. Нужно было достойно представлять свою родину. И я за каждого артиста ручался своей головой и партбилетом. Принимали нас очень тепло…
Из воспоминаний Николая Сличенко
Каждый раз во время гастролей одна из актрис театра выходила замуж за иностранца и оставалась в его стране. После нескольких лет Николай Сличенко в шутку заявил, что в ближайшие годы коллектив останется в СССР, так как режиссёр не хочет оставить театр без актрис. В 1981 году «Ромэн» наградили орденом Дружбы народов.

## Современность
В 2018 году театр открыл 87 творческий сезон. В труппе состоит 65 артистов, многие из которых продолжают семейную традицию, работая в театре. К 2006 году из 65 артистов труппы 40 являлись народными и заслуженными артистами России. В декабре 2017 спектакль «Мы — цыгане» был показан в 2222-й раз почти в 30 странах. В 2005-м в Высшем театральном училище имени Щукина была создана цыганская студия, где готовят новых актёров для «Ромэн». Её также возглавил Николай Сличенко.
Мы рады, что есть кому продолжить традиции нашего народного искусства, уже второй год существует цыганская студия… Это 20 талантливых юношей и девушек, которых мы искали по всей стране.Николай Сличенко
В этом же 2005-м была проведена реконструкция театра, средства на которую выделил Комитет по культуре правительства Москвы. Зал был расширен до 700 мест, реконструирован балкон, были заменены кресла и установлено новое звуковое и световое оборудование. В октябре 2014-го вновь была проведена реставрация здания театра и вспомогательных строений. В ходе работ обновили фасады и восстановили декор эпохи модерна 1920-х на старинных парадных дверях, реконструировали инкрустированный пол. Зал был оснащён современным оборудованием, установлены новые кресла. Проведены работы по усилению фундаментов и сводчатого перекрытия подвала, замене перекрытий и конструкций сцены и деревянных элементов стропил на стальные. Утеплили стены и кровлю. На обновлённой сцене 27 декабря 2014 года худрук, народный артист СССР Николай Сличенко отметил 80-летний юбилей. В 2018 году было объявлено об очередной реставрации гостиницы «Советская».

## Руководство
| Директора: - Георгий Лебедев с 1931 года - Юрий Алексеевич Морозов с 1982 года по 2018 год - Наталья Романцева с 2018 года. | Художественные руководители и режиссёры: - С 1931 по 1937 год — Моисей Гольдблат (1896—1974), заслуженный артист РСФСР - С 1937 по 1941 год — Михаил Яншин (1902—1976), народный артист СССР - С 1941 по 1951 год — Пётр Саратовский (1890—1964) - С 1951 по 1963, 1965 по 1977 год — Семён Баркан (1916—2010), заслуженный деятель искусств РСФСР - С 1963 по 1965 год — Михаил Сидоркин (1910—1980), заслуженный артист РСФСР - С 1977 по 2021 год — Николай Сличенко (1934—2021), народный артист СССР - С 2021 года — Николай Сергиенко, народный артист РФ |

## Труппа
| Ниже представлены актёры и режиссёры, работавшие в театре c 1931 по 2018 год: - Аббасова Луиза - Агамирова Тамилла † - Басов Валерий - Бизева Наталья - Бобров Павел - Бобров Павел младший - Боброва Ляля - Богданов Артур - Богданова Радмила - Бузылёва Каролина - Бузылёв Дмитрий - Михаил Бузылёв-крэцо - Булдыженко Артур - Василевский Борис - Волшанинов Николай - Волшанинова Рада - Гашпаревич Рада - Германо Александр - Годжаев Мурад - Грохольский Роман - Гутьеррес Анхель - Дарчинянц Арсен - Джелакаева Роза - Деметр Владислав - Демент Пётр - Демент Раиса - Демент Ляна - Джелакаев Мануэль - Джелакаева Ольга - Домбровский Эдуард - Дубаева Мадина - Жемчужная Екатерина - Жемчужная Ольга - Жемчужный Андрей - Жемчужный Георгий - Золотарёв Василий - Ильинский Михаил - Квасникова Вера - Колпаков Александр - Колпаков Вадим - Лалай Руслан - Лекарев Николай - Лекарев Николай младший - Лекарев Артур - Лекарева Анжела - Ляля Чёрная - Манциленко Олег - Морозова Ирэна - Муштакова Нина - Муштакова Нана - Некрасова Ирина (Золотарёва) - Оглу Моисей - Оглу Надежда - Оглу Патриция - Оглу Линда - Оглу Сулейман - Оглу Мария - Осипова Зинаида - Петрова Ольга - Плахотная Екатерина - Плахотная Аделина - Плохотная Алмаза - Репина Татьяна - Ром-Лебедев Иван - Рубенчик Александр - Савельев Михаил - Сергиенко Николай - Сличенко Ольга - Сличенко Николай † - Страшинский Виталий - Сураков Сергей - Сураков Сергей(младший) - Ташкентский Борис † - Туманская Дана - Титов Анатолий - Хабалов Олег - Халилов Ким - Хубаев Давид - Хрусталёво Вано (Иван Хрусталёв) - Чёрная Татьяна - Чунгак Семён (с 1977) - Шаркози Патрина - Шишков Николай - Шишков Сергей - Шнуркова Нина - Якулов, Александр Яковлевич с 1960—1979 музыкальный руководитель театра - Шток Исидор - Янковская Ольга - Янышев Пётр - Янышева Валерия |

### Художники и композиторы
| Композиторы - Семён Бугачевский 1931—1968 год - Николай Эрденко 1971—1980 | Художники - Александр Тышлер с 1931 года - Альберто Санчес с 1957 года - Сергей Бархин - Вячеслав Зайцев |

## Спектакли
Спектакли театра:
- «Али-Баба и 40 разбойников»
- «Бриллианты и любовь», режиссёр Николай Лекарев
- «Графиня-цыганка», режиссёр Николай Сличенко и Николай Сергиенко
- «Грушенька», режиссёр Николай Сличенко
- «Горячая кровь», режиссёр Семён Баркан
- «Живой труп», режиссёр Николай Сличенко
- «Жизнь на колёсах» (1931), режиссёр Моисей Гольдблат
- «За дружеской беседою», режиссёр Семён Баркан
- «Закон предков», режиссёр Семён Баркан
- «Здравствуй, Пушкин!», режиссёр Георгий Жемчужный и Андрей Жемчужный
- «Кармен» (1934), режиссёр Моисей Гольдблат
- «Клятва», режиссёр Николай Сергиенко
- «Колдовская любовь», режиссёр Георгий Жемчужный
- «Колокола любви», режиссёр Георгий Жемчужный
- «Криминальный талант», режиссёр Николай Сличенко
- «Кровавая свадьба», режиссёр Михаил Яншин
- «Любовь и Время. Цыганская Легенда», режиссёр Павел Бобров
- «Маша и Медведь»
- «Мы — цыгане!», режиссёр Николай Сличенко
- «Непоклонов», режиссёр Николай Сличенко
- «Огненные кони», режиссёр Николай Сличенко
- «О тех, кто любит», режиссёр Семён Баркан
- «От цыганского хора до театра»
- «Ослеплённые»
- «Подкова счастья», режиссёр Николай Лекарев
- «Поющие струны души», режиссёр Николай Сергиенко
- «Принцесса Кристана», режиссёр Николай Сличенко и Семён Чунгак
- «Птицам нужно небо», режиссёр Николай Сличенко
- «Родился я в таборе», режиссёр Семён Баркан
- «Ром Баро», режиссёр Семён Баркан
- «Сердце цыганки», режиссёр Семён Баркан
- «Сломанный кнут», режиссёр Семён Баркан
- «Таборные игры», режиссёр Николай Сличенко
- «Тайна голубого камня»
- «У нас сегодня концерт», режиссёр Николай Сличенко
- «Цыган и в Африке цыган», режиссёр
- «Цыганка Аза», режиссёр Семён Баркан
- «Цыганская невеста», режиссёр Николай Сличенко и Николай Лекарев
- «Цыганский рай», режиссёр Павел Бобров
- «Цыган», режиссёр Семён Баркан
- «Цыганы» (1936), режиссёр Михаил Яншин
- «Четыре жениха», режиссёр Семён Баркан
- «Щелкунчик и Мышиный Король»
- «Юбилейный вечер Ирэны Морозовой»

## Награды
- Орден Дружбы народов (1981)
- Почётная грамота Московской городской Думы (26 декабря 2001 года) — за заслуги перед городским сообществом и в связи с 70-летием со дня основания театра[15]

## Известные деятели, связанные с театром Ромэн
- Александр Колпаков — гитарист-виртуоз, певец и композитор.
- Валентина Пономарёва — советская и российская певица, композитор, исполнительница романсов и джазовая вокалистка.
- Николай Сличенко — советский и российский актёр, театральный режиссёр, певец, педагог, общественный деятель, народный артист СССР (1981)
- Нина Дударова — цыганская поэтесса, педагог, писательница и переводчица.
- Георгий Цветков — цыганский писатель, поэт, прозаик, этнокультуролог, исследователь цыганской культуры.